# Feuer und Flamme (Nena-Album)
Feuer und Flamme ist das dritte Studioalbum der deutschen Popband Nena, das im Juni 1985 erschien. Im November desselben Jahres erschien mit It’s All in the Game eine englischsprachige Fassung.

## Entstehung und Veröffentlichung
Die Erstveröffentlichung von Feuer und Flamme erfolgte am 24. Juni 1985 bei CBS Records. Das Album erschien in seiner Originalausführung als CD (Katalognummer: CDCBS 26546) und LP (Katalognummer: CBS 26546) mit zehn Titeln.
Geschrieben wurden die Lieder von den Bandmitgliedern Rolf Brendel (1 Titel), Jürgen Dehmel (2 Titel), Uwe Fahrenkrog-Petersen (5 Titel), Carlo Karges (7 Titel) und Gabriele „Nena“ Kerner (3 Titel), in verschiedenen Konstellationen sowie teilweise auch alleine. Für die Produktion aller Lieder zeichnete alleine Reinhold Heil verantwortlich, lediglich beim Abschlusstitel Irgendwie, irgendwo, irgendwann bekam er Unterstützung durch Manfred Praeker. Die Aufnahmen fanden erstmals, nach der  Fragezeichen Tour, in unterschiedlichen Studios statt: Neben dem Spliffstudio in Berlin, in dem die Gruppe bisher ihre Alben vollständig aufgenommen hatte, wurden das Mediterraneo-Studio auf Ibiza und Heil’s Tonstudio in Berlin genutzt. Die für einzelne Songs eingesetzten Streicher gehörten der Deutschen Oper Berlin an. Die Aufnahmen für die Streichinstrumente fanden im Sim-Studio in Berlin statt. Als Gastmusiker wirkten Frank Ricotti (Perkussion), David Sanborn (Saxofon) sowie Lisa Dalbello, Cosa Rosa, Gale Robinson, Ramesh B. Weeratunga und Ron Rudolph (Begleitgesang) mit.

## Artwork
Das Frontcover des Albums zeigt erstmals nicht die komplette Band, sondern lediglich ein schwarz-weiß Porträt der Frontfrau Nena, nach der sich die Band benannt hatte. Die Fotografie stammt von Jim Rakete.

## Titelliste
1. Utopia – 3:41
2. Haus der drei Sonnen – 4:48
3. Jung wie du – 4:22
4. Ein Brief – 4:52
5. Feuer und Flamme – 3:31
6. Gestern Nacht – 5:18
7. Das alte Lied – 4:26
8. Du kennst die Liebe nicht – 4:14
9. Es wird schon weitergehn – 3:38
10. Irgendwie, irgendwo, irgendwann – 5:14

## Singleauskopplungen
| Jahr | Titel                                                                           | Höchstplatzierung, Gesamtwochen/‑monate, AuszeichnungChartplatzierungen (Jahr, Titel, , Platzierungen, Wochen/Monate, Auszeichnungen, Anmerkungen) | Höchstplatzierung, Gesamtwochen/‑monate, AuszeichnungChartplatzierungen (Jahr, Titel, , Platzierungen, Wochen/Monate, Auszeichnungen, Anmerkungen) | Höchstplatzierung, Gesamtwochen/‑monate, AuszeichnungChartplatzierungen (Jahr, Titel, , Platzierungen, Wochen/Monate, Auszeichnungen, Anmerkungen) | Anmerkungen                                                                                     |
| Jahr | Titel                                                                           | DE | AT | CH | Anmerkungen                                                                                     |
| ---- | ------------------------------------------------------------------------------- | --- | --- | --- | ----------------------------------------------------------------------------------------------- |
| 1984 | Irgendwie, irgendwo, irgendwann                                                 | DE3 (20 Wo.)DE | AT7 (3 Mt.)AT | CH2 (12 Wo.)CH | Erstveröffentlichung: 10. September 1984                                                        |
| 1985 | Feuer und Flamme                                                                | DE8 (11 Wo.)DE | AT18 (2½ Mt.)AT | CH14 (7 Wo.)CH | Erstveröffentlichung: 13. Mai 1985                                                              |
| 1985 | Haus der drei Sonnen auch bekannt als: It’s All in the Game (englische Version) | DE43 (7 Wo.)DE | — | — | Erstveröffentlichung: 29. Juli 1985 (DE-Version) Erstveröffentlichung: August 1985 (EN-Version) |
| 1985 | Jung wie du                                                                     | — | — | — | Erstveröffentlichung: November 1985                                                             |
| 1986 | Du kennst die Liebe nicht                                                       | — | — | — | Erstveröffentlichung: 1986                                                                      |

## Kommerzieller Erfolg

### Chartplatzierungen
Feuer und Flamme stieg am 15. Juli 1985 auf Rang seche der deutschen Albumcharts ein und erreichte seine beste Platzierung in der Folgewoche mit Rang zwei, wo es sich lediglich zwei Wochen in Folge Born in the U.S.A. von Bruce Springsteen geschlagen geben musste. Das Album avancierte nach Nena (Februar 1983), ? (Februar 1984) und Nena – International Album (April 1984) zum vierten Chartalbum sowie nach Nena und ? zum dritten Top-10-Album der Nena-Band in Deutschland. Es war für einen Zeitraum von neun Wochen das erfolgreichste deutschsprachige Album in den Charts (15. Juli – 15. September 1985).
In der Schweiz erreichte das Album ebenfalls mit Rang fünf die Top 10 und war nach ? das zweite Chart- und Top-10-Album. Darüber hinaus avancierte es nach Nena und ? je zum dritten Chartalbum der Band in Österreich (Rang 16) und den Niederlanden (Rang 19).
| ChartsChartplatzierungen | Höchstplatzierung | Wochen/ Monate |
| ------------------------ | ----------------- | -------------- |
| Deutschland (GfK)        | 2 (18 Wo.)        | 18 Wo.         |
| Österreich (Ö3)          | 16 (2 Mt.)        | 2 Mt.          |
| Schweiz (IFPI)           | 5 (8 Wo.)         | 8 Wo.          |

| ChartsJahrescharts (1985) | Platzierung |
| ------------------------- | ----------- |
| Deutschland (GfK)         | 39          |

### Auszeichnungen für Musikverkäufe
| Land/Region        | Auszeichnungen für Musikverkäufe (Land/Region, Auszeichnung, Verkäufe) | Verkäufe |
| ------------------ | ---------------------------------------------------------------------- | -------- |
| Deutschland (BVMI) | Gold                                                                   | 250.000  |
| Insgesamt          | 1× Gold ·                                                              | 250.000  |